# Extensible Metadata Platform
Die Extensible Metadata Platform (XMP) ist ein Standard, um Metadaten, also bei einem Foto beispielsweise Daten über den Fotografen, die verwendete Ausrüstung und den Aufnahmeort, in digitale Medien einzubetten oder als Filialdatei dazuzulegen. Sie wurde von Adobe im Jahr 2001 veröffentlicht und erstmals in den Acrobat Reader 5 integriert. Im Februar 2012 ist der Kernteil der XMP-Spezifikation als ISO-Standard ISO 16684-1 erschienen. Im April 2019 erschien die zweite Version des Standards.
XMP basiert auf offenen Standards und bettet die vom World Wide Web Consortium veröffentlichte formale Sprache RDF (Resource Description Framework) in Binärdaten ein. Damit sollen die Metadaten in verschiedenen Applikationen nach einem einheitlichen Schema so integriert werden, dass die Dateien auch weiterhin von anderen Programmen gelesen werden können. Das Format wird von allen Adobe-Produkten, von Software anderer Hersteller sowie auch durch Anbieter von Redaktionssystemen unterstützt.
Die ursprüngliche Spezifikation steht genauso wie ein SDK unter einer Open-Source-Lizenz zur Verfügung. Diese wurde anfangs als nicht frei genug gewertet, worauf das SDK ab Version 4.1.1 unter einer BSD-Lizenz zur Verfügung steht. Der XMP-Kernteil in Gestalt des ISO-Standards ISO 16684-1 ist gegen Gebühr bei der ISO erhältlich.

## XMP Toolkit
Adobe stellt das XMP Toolkit SDK zur Verfügung, das aus zwei Programmbibliotheken besteht:
- XMPCore (wird zum Erstellen und Ändern der Metadaten anhand des XMP-Standards verwendet)
- XMPFiles (dient zur Integration der XMP-Informationen in verschiedene Dateiformate)